# Pfarrhaus (Papa Westray)
Das Pfarrhaus von Papa Westray ist ein ehemaliges Pfarrhaus auf der schottischen Orkneyinsel Papa Westray. Es diente dem Pfarrer der St Anne’s Kirk als Wohngebäude. 2001 wurde das Gebäude in die schottischen Denkmallisten in der Kategorie B aufgenommen. Außerdem bildet es zusammen mit der nicht separat denkmalgeschützten St Anne’s Kirk ein Denkmalensemble der Kategorie B.

## Geschichte
Bei der sogenannten „disruption“ im Jahre 1843 spaltete sich die Free Church von der Church of Scotland ab. Die St Anne’s Kirk scheint die erste Kirche gewesen zu sein, die ein Landherr der neugegründeten Free Church übergab. Wie auch die Kirche wurde das Pfarrhaus im Jahre 1843 erbaut. Es handelt sich wahrscheinlich um das erste Pfarrhaus auf Papa Westray, da die Insel zuvor von der Nachbarinsel Westray aus geistlich betreut wurde. Nach dem Zusammenschluss mit der Church of Scotland im Jahre 1929 wurde kein eigener Geistlicher für die St Anne’s Kirk mehr eingesetzt und das Pfarrhaus diente fortan an als Wohngebäude.

## Beschreibung
Das symmetrisch aufgebaute Pfarrhaus liegt im Zentrum der Insel an der ost-west-verlaufenden Straße rund 300 m östlich von Holland House. Es besteht aus einem zweistöckigen Hauptgebäude und zwei parallel verlaufenden, einstöckigen Flügeln, sodass insgesamt ein U-förmiger Grundriss entsteht. Die Fassaden sind mit Harl verputzt und die Gebäudeöffnungen teilweise abgesetzt. Der Eingang befindet sich an der Ostseite. Die mittige Eingangstür ist mit einem Oberlicht ausgestattet und ist allseitig von Fenstern auf drei vertikalen Achsen umgeben. Rückseitig gehen die beiden Flügel in westlicher Richtung ab und rahmen dabei ein Rundbogenfenster ein. Der rechte Flügel ist etwas länger als der linke, was auf eine Erweiterung zurückzuführen ist. Von dieser Erweiterung geht ein kurzer Flügel mit Staffelgiebel in südlicher Richtung ab. Das Hauptgebäude schließt mit einem schiefergedeckten Walmdach ab, während an den Flügeln Satteldächer vorzufinden sind. Der Innenraum ist weitgehend im Originalzustand erhalten. Eine Bruchsteinmauer umfriedet den im Südosten angrenzenden Garten.